# Василєвка (Калузька область)
Василєвка (рос. Васильевка) — присілок в Козельському районі Калузької області Російської Федерації.
Населення становить 24 особи. Входить до складу муніципального утворення Присілок Каменка.

## Історія
Від 2004 року входить до складу муніципального утворення Присілок Каменка.

## Населення
| 2002 | 2010 |
| ---- | ---- |
| 20   | ↗24  |